# Paróquia de Natchitoches
A Paróquia de Natchitoches (pronunciação: négadish) é uma das 64 paróquias do estado americano da Luisiana. A sede da paróquia é Natchitoches, e sua maior cidade é Natchitoches.
A paróquia possui uma área de 3 365 km² (dos quais 114 km² estão cobertas por água), uma população de 39 080 habitantes, e uma densidade populacional de 12 hab/km² (segundo o censo nacional de 2000). A paróquia foi fundada em 10 de abril de 1805.